# Ilha de Santa Carolina
A ilha de Santa Carolina é a mais pequena ilha do Arquipélago de Bazaruto, província de Inhambane, em Moçambique.